# De coniuratione Catilinae
De coniuratione Catilinae или Bellum Catilinae (в превод от латински: За заговора на Катилина или Войната на Катилина) е монография на римския историк Салустий.
Книгата има 61 капители и е писана през 41 пр.н.е. Салустий описва в нея заговора на Луций Сергий Катилина, който през 63 пр.н.е. се опитва чрез държавен преврат да вземе властта в Римската република, което е предотворено от консул Цицерон. Заедно с неговите речи, тази книга е най-важен източник за тези събития.